# مولاي (اسم)
مولاي هو لقب ارتبط بالسلاطين في الأسرات الحاكمة المغربية من الأشراف الأدارسة، السعديين والعلويين الذين ينحدرون من نسل الحسن بن علي، فيما عدا من كانت أسمائهم «محمد» فإنه يطلق عليه لقب سيدي.